# Кубок німецької ліги з футболу 1999
Кубок німецької ліги 1999 — 4-й розіграш Кубка німецької ліги. Змагання проводиться за системою «плей-оф», де і визначають переможця. Переможцем втретє поспіль стала Баварія.

## Календар
| Раунд        | Дата             | Матчі | Клуби |
| ------------ | ---------------- | ----- | ----- |
| Перший раунд | 10-11 липня 1999 | 2     | 6 → 4 |
| 1/2 фіналу   | 13-14 липня 1999 | 2     | 4 → 2 |
| Фінал        | 17 липня 1999    | 1     | 2 → 1 |

## Перший раунд
| Команда 1     | Рахунок | Команда 2           |
| ------------- | ------- | ------------------- |
| 10 липня 1999 |         |                     |
| Баєр 04       | 3:1     | Кайзерслаутерн      |
| 11 липня 1999 |         |                     |
| Герта         | 1:2     | Боруссія (Дортмунд) |

## 1/2 фіналу
| Команда 1     | Рахунок | Команда 2           |
| ------------- | ------- | ------------------- |
| 13 липня 1999 |         |                     |
| Вердер        | 2:1     | Баєр 04             |
| 14 липня 1999 |         |                     |
| Баварія       | 1:0     | Боруссія (Дортмунд) |

## Фінал
| 17 липня 1999 |

| Вердер      | 1:2      | Баварія                     |
| ----------- | -------- | --------------------------- |
| Шайдель 56' | Протокол | Пауло Сержіо 34' Тарнат 43' |

| БайАрена, Леверкузен Глядачів: 13 000 Арбітр: Ганс-Юрген Вебер |